# Nightfall (singel)
Nightfall – singel amerykańskiego gitarzysty jazzowego Oscara Moore’a, wydany przez kalifornijską wytwórnię fonograficzną Atlas Records w 1946 (lub 1944, bo i ta data jest wymieniana).
Nagrań dokonano w Los Angeles. Strona A to utwór instrumentalny skomponowany i wykonany przez Oscara Moore’a z towarzyszeniem Johnny Moore’s Three Blazers, grupy prowadzonej przez jego brata. Zespół, który często towarzyszył podczas nagrań różnym wokalistom, tworzyli: pianista (później również wokalista) Charles Brown, gitarzysta Johnny Moore i grający na kontrabasie Eddie Williams. Na stronie B znalazł się utwór, którego autorem był właściciel wytwórni Atlas – Robert Scherman. Jako wokalista wystąpił, zaczynający w tych latach karierę, Frankie Laine. Nagrania ukazały się na monofonicznej, 10-calowej płycie, która była odtwarzana z prędkością 78 obr./min. (Atlas OM 124).

## Muzycy
- Oscar Moore – gitara
- Charles Brown – fortepian
- Johnny Moore – gitara
- Eddie Williams – kontrabas
- Frankie Laine – śpiew (B)

## Lista utworów
1. „Nightfall”  (instr.) (Oscar Moore, Charles Brown)
2. „Maureen” (Robert Scherman), wokalista: Frankie Laine